# Kostengrundentscheidung
Die Kostengrundentscheidung regelt die Frage, wer die Kosten eines Verfahrens zu tragen hat.

## Begriff
Die Kostengrundentscheidung wird häufig auch Kostenentscheidung genannt. Das ist jedoch weniger genau, denn dieser Begriff bringt nicht so deutlich zum Ausdruck, dass neben der Kostengrundentscheidung auch noch eine Entscheidung über die Höhe der Kosten erforderlich ist. Die Entscheidung über die Höhe der Kosten ergeht jedoch oft getrennt von der Kostengrundentscheidung. Die Kostengrundentscheidung trifft der Richter zusammen mit der eigentlichen Streitentscheidung, im Regelfall durch Urteil (siehe dazu: Tenor).

## Verwaltungsverfahren
Auch im Verwaltungsverfahren ist darüber zu entscheiden, wer die jeweiligen Kosten in welcher Höhe zu tragen hat.
Jedes einzelne Bundesland regelt für sich die Kosten, meistens in Form von Gesetzen.
Schleswig-Holstein beispielsweise im Verwaltungskostengesetz Einzelne Gesetze treffen dann unter Umständen abweichende Regelungen zu diesem allgemeinen Gesetz, beispielsweise § 13 des Informationszugangsgesetz.

## Gerichtsverfahren

### Zivilprozess
Die Kostengrundentscheidung im deutschen Zivilprozessrecht ist geregelt in den § 91 ff. der Zivilprozessordnung (ZPO). Grundsätzlich trägt die Kosten derjenige, der in der Hauptsache (also hinsichtlich des eigentlichen Streitgegenstandes) unterliegt, sogenanntes formales Erfolgsprinzip oder Prinzip der Unterliegenshaftung.
Wenn beide Parteien teilweise Erfolg haben, sieht das Gesetz als Regelfall die Kostenaufhebung vor: jeder trägt selbst seine Anwaltskosten und sonstigen Kosten (die sogenannten „außergerichtlichen Kosten“), und die Gerichtskosten werden hälftig geteilt. In der Praxis werden die Kosten meistens gequotelt: jede Partei trägt die Kosten mit demjenigen Prozentsatz, mit dem die Gegenpartei Erfolg hatte. Bei mehr als zwei Parteien richtet sich die Kostengrundentscheidung nach der Baumbachschen Formel.
Etwas anderes gilt für Verfahren vor dem Arbeitsgericht: hier besteht in der ersten Instanz kein Anspruch auf Erstattung der Kosten für die Hinzuziehung eines Prozessbevollmächtigten und für Zeitversäumnis (siehe dazu: Kosten eines Arbeitsgerichtsverfahrens in Deutschland).

### Strafprozess
In der Strafprozessordnung ist das Kostenrecht in §§ 464 – 473a StPO geregelt. Grundsätzlich muss jede verfahrensbeendende Entscheidung auch eine Entscheidung über die Kosten enthalten (§ 464 Abs. 1 StPO). Dabei sind die Kosten bei einer Verurteilung in § 465 StPO grundsätzlich dahingehend geregelt, dass ein Verurteilter die Kosten des Strafverfahrens zu tragen hat, wobei mehrere wegen einer Tat verurteilte Personen als Gesamtschuldner haften (§ 466 StPO). Im Falle eines Freispruchs fallen die Kosten und die notwendigen Auslagen des Freigesprochenen der Staatskasse zur Last.
Die vom Gericht zu treffende Kostengrundentscheidung ist mit der sofortigen Beschwerde anfechtbar (§ 464 Abs. 3 StPO). Für das Kostenfestsetzungsverfahren verweist § 464b S. 3 StPO auf die Regelungen der Zivilprozessordnung.

### Sozialgerichtsbarkeit
In der Sozialgerichtsbarkeit entscheidet das Gericht gemäß § 193 Sozialgerichtsgesetz (SGG) nach „billigem Ermessen“ über die Verteilung der Kostenlast. Im Regelfall entspricht es dem Gedanken der Billigkeit, dass derjenige Beteiligte die Kosten zu tragen hat, der in der Sache unterliegt. Neben dem tatsächlichen oder voraussichtlichen Ausgang des Verfahrens in der Sache muss das Gericht auch alle weiteren Umstände des Einzelfalls berücksichtigen. Von Bedeutung ist insoweit auch die Frage, wer Anlass für die Klageerhebung gegeben hat. Es kann also sein, dass das Gericht die Kosten ganz oder teilweise der Partei auferlegt, die in der Sache obsiegt hat, wenn diese Partei Anlass für den Rechtsstreit gegeben hat. Das kann beispielsweise der Fall sein, wenn der Kläger entscheidungserhebliche Unterlagen erst im Laufe eines sozialgerichtlichen Prozesses vorgelegt hat, obwohl ihm dies schon im vorangegangenen Verwaltungsverfahren möglich gewesen wäre.

## Entscheidung über die Höhe der Kosten
Die Entscheidung über die Höhe der Kosten ergeht auf verschiedene Weise, je nachdem ob sie sich auf die Gerichtskosten oder auf die außergerichtlichen Kosten bezieht.
Über die Höhe der außergerichtlichen Kosten einer zumindest teilweise siegreichen Partei, die nach der Kostengrundentscheidung von der unterlegenen Gegenpartei ganz oder teilweise zu erstatten sind, entscheidet der Rechtspfleger im zu beantragenden Kostenfestsetzungsverfahren durch Beschluss nach § 103 ff. ZPO (Kostenfestsetzungsbeschluss).
Die Gerichtskosten werden der Höhe nach durch den Urkundsbeamten der Geschäftsstelle in einer Kostenrechnung berechnet und gegen den Kostenschuldner geltend gemacht. Dabei handelt es sich um einen Verwaltungsakt, der auch Kostenansatz genannt wird (§ 19 des Gerichtskostengesetzes - GKG). Die Kostengrundentscheidung ist dabei insofern von Bedeutung, als derjenige, dem darin die Kosten auferlegt sind, vorrangig in Anspruch genommen werden soll (§ 31  Abs. 2 in Verbindung mit § 29 Nr. 1 GKG).